# Erheben des Himmels (Ptah)
Das Fest „Erheben des Himmels durch Ptah“ (altägyptisch Heb ach-pet) ist seit dem Neuen Reich belegt und wurde als „Schöpfungsfest“ am ersten Tag des Mondmonats Peret II (Schef-bedet) in Memphis einen Monat vor dem „Erheben des Himmels für Amun“ gefeiert.
Im Festkalender von Dendera trug das Fest den mit einem Epitheton erweiterten Namen „Fest des Hochhebens des Himmels durch Ptah an der Seite des Herischef, des Herrn von Herakleopolis“ und war für den ersten Mondmonatstag von Peret III (Pa-en-Amenhotep) angesetzt. Auch hier wurde der Schöpfungsakt durch Ptah festlich wiederholt, wobei insbesondere auf den Kultort der Gottheit Herischef in Herakleopolis Bezug genommen wurde.
In Esna fand zeitgleich mit den Festen „Erheben des Himmels für Amun“ und „Hochheben des Himmels durch Ptah an der Seite des Herischef, des Herrn von Herakleopolis“ das örtliche Chnum-Fest „Festsetzen der Töpferscheibe“ statt. Gründe hierfür sind in der speziellen Bedeutung des Chnum in Esna zu sehen, der dort als Schöpfergott verehrt wurde.